# マッシヴ・アタック
マッシヴ・アタック（Massive Attack）は、イギリス・ブリストル出身の音楽ユニット。現在までに5枚のスタジオ・アルバム、1枚のベスト・アルバムをリリースしている。また、他のアーティストのリミックスも多数手がけている。

## 概要
ヒップ・ホップ、レゲエを中心に、ジャズ、ソウル、ロックなど様々なサウンドをミックスした独自の音楽性を有するグループ。方法論はダンスミュージックの体裁でありながら、暗く重い、気だるい浮遊感のあるサウンドが特徴で、そのサウンドは後にトリップ・ホップやブリストル・サウンドと言うジャンルで語られる事となる。抵抗的な音楽（レベルミュージック）としての性格を併せ持った楽曲も多く、それらもマッシヴ・アタックの概観を語るのに欠かすことはできない。
1stアルバム『ブルー・ラインズ』はその独創性や目覚ましい完成度から非常に高い評価を受け、1990年代後半の多くのブラックミュージックやオルタナティヴ・ロック、エレクトロニカ、果てはラップメタル、ニュー・メタルなどにまで、この作品からの直接的・間接的な影響は及ぶとされている。コクトー・ツインズのエリザベス・フレイザーらを迎えて制作された3rdアルバム『メザニーン』は、ロック色を強めた音像を基調にしつつも、マッシヴ・アタックが影響を与えた多くのグループが生み出した作品からの逆影響が覗える音楽性で、世界的に成功した作品となり、同時に彼らの代表作でもある。

## 略歴

### 1982年 - 1995年
1982年、ブリストルにてネリー・フーパー、DJ マイロ、グラント・マーシャル（ダディ・G）を中心にサウンド・システムを結成し、「ワイルド・バンチ（Wild bunch）」と名乗った。ロバート・デル・ナジャ（3D）、アンドリュー・ヴォウルズ（マッシュルーム）の加入とネリー・フーパー、DJ マイロの脱退を経て解散した。サウンド・システムの解散後に、シングル「Friends And Countrymen」をリリースしている。その後、グラント・マーシャル（ダディ・G）、ロバート・デル・ナジャ（3D）、アンドリュー・ヴォウルズ（マッシュルーム）によりマッシヴ・アタックとして活動を開始する。
1988年にシングル「Any Love」をリリース（プロデュースはスミス・アンド・マイティ）。
1989年、ネナ・チェリーのアルバム『ロウ・ライク・スシ』に、ロバート・デル・ナジャ（3D）とアンドリュー・ヴォウルズ（マッシュルーム）が参加。ロバート・デル・ナジャ（3D）と共に作曲したシングル「Manchild」は、全英チャート5位（MUSIC WEEK）のヒットを記録した。
1991年に1stアルバム『ブルー・ラインズ』をリリース。シンガーにホレス・アンディ、シャラ・ネルソンを迎えている。湾岸戦争時にリリースされたシングル「Unfinished Sympathy」のアーティスト名義は、イギリス政府の意向を受け“マッシヴ・アタック”から“マッシヴ”へ一時的に改名している。「Unfinished Sympathy」は、全英チャート13位（MUSIC WEEK）のヒットを記録した。
1994年に2ndアルバム『プロテクション』をリリース。マーク“スパイク”ステントをプロデューサーに迎えて制作された。1995年にシングルカットされた「Protection」は、全英チャート14位（MUSIC WEEK）を記録。「Protection」「Better Things」の2曲でエヴリシング・バット・ザ・ガールのトレイシー・ソーンを、「Karmacoma」「Eurochild」ではワイルド・バンチの準メンバーであったトリッキーをゲストに迎えている。またピアノ、ストリングス・アレンジャーとしてクレイグ・アームストロングが関わっている。
同年、バンドはブリット・アワードのベスト・ダンス・アクトに選出された。
1995年にリミックス・アルバム『ノー・プロテクション』をMassive Attack Vs. Mad Professor名義でリリース。このアルバムは前年にリリースされた『プロテクション』の楽曲（すべてではないがほぼ全曲）をダブ・アーティストのマッド・プロフェッサーがリミックスしたアルバムである。プロテクションを斬新に解体、再構築したそのサウンドは結果的にマッド・プロフェッサー並びにマッシヴ・アタックの新作同様の扱いを受けた。

### 1998年以降

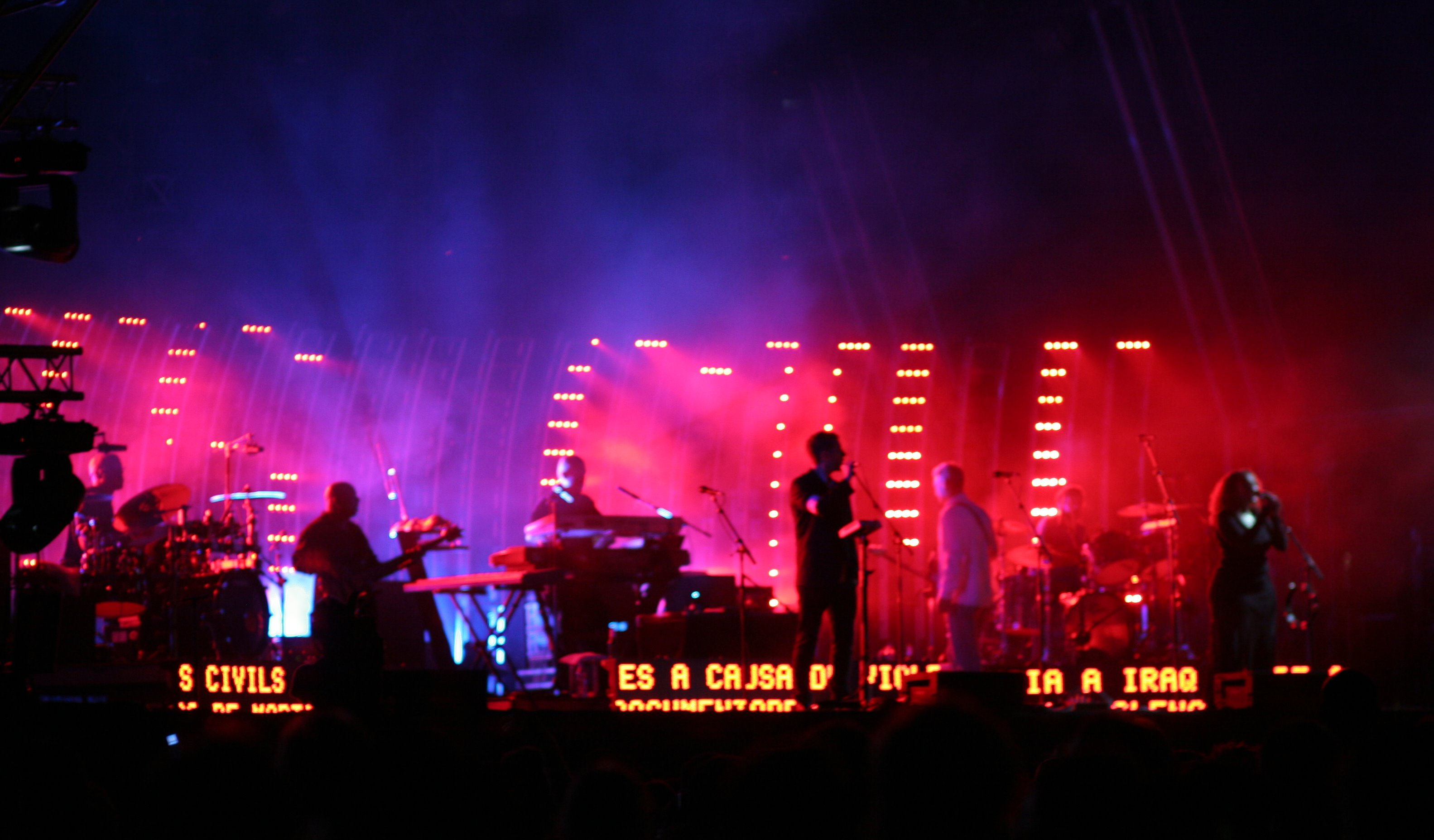
ハイド・パークにて（2009年7月）

1998年には3枚目のアルバム 『メザニーン』がリリースされた。ヴェルヴェット・アンダーグラウンド、 スージー・アンド・ザ・バンシーズ やザ・キュアー からサンプリングを多用し、緊張感あふれる歪んだギター・サウンドとドラムマシンのサウンドが前面に押し出され、その一方でこれまでの彼らにあったジャズの要素は薄れていた。このアルバムはバンドに初めてのアメリカでの成功をもたらした。マッシュルームはこの音楽性の変化に不満を感じ、このアルバムがリリースされた後にバンドを脱退した。彼の後任として（正規のメンバーではないが）ニール・デーヴィッジが迎えられた。『メザニーン』をリリースした後、バンドはツアーに出る。このツアーはこれまでのマイクとターンテーブルと言うシンプルなセットに加えて、ゲスト・ボーカリストにギタリスト、ベーシスト、ドラマー、キーボーティストで編成されたバンドもツアーに組み込まれた。また照明や映像と言った音楽以外の演出も組み込まれた。
2003年に4枚目のアルバム『100th Window』をリリース。このアルバムはダディ・Gが参加せずに制作が行われ、実質3Dのソロ・アルバムとなった。ダディ・Gの不参加の理由は育児のためであった。
2004年にマッシヴ・アタックは3Dに加えニール・デーヴィッジ、アレックス・スウィフトを迎え入れた。この編成で映画『ダニー・ザ・ドッグ』（プロデュースはリュック・ベッソン）のサウンドトラックが制作された。翌年2005年には映画『ブレット・ボーイ（Bullet Boy）』のサウンドトラックへ参加した。
2006年には2枚組ベスト・アルバム『コレクテッド』をリリース。これまでのアルバムからの選曲に加え、何曲かのレア・シングル曲と2曲の新曲「リヴ・ウィズ・ミー」と「フォルス・フラッグス」が収録された。
その後3Dとダディ・Gは、5枚目のアルバム『Weather Underground』を制作するために再びスタジオに入った。ただし3Dとダディ・Gは同じスタジオには入っていない。プロデューサーにニール・デーヴィッジを迎え、ダディ・Gはブリストルにある別のスタジオで3Dとは別にこのアルバムのための作業を行っている。またボーカリストにはドット・アリソン、ホレス・アンディ、マイク・パットン、そしてモス・デフが迎えられている。
ヴァージン・レコードからはこのアルバムは2007年2月にリリースされると発表された。しかしながら2006年12月にBBCのレディオ・ワンで3Dが語ったところによれば、このアルバムの制作は遅れており、リリースは2007年中であれば良いと言う事である。また彼は「Weather Underground」というタイトルは今となっては気に入らなくなったとも語っている。
2008年6月、「メルトダウン・フェスティバル」のキュレーターを務め、YMO、グレイス・ジョーンズ、ジョージ・クリントンらを招いた。
2010年2月、前作より実に7年ぶりとなる新作『ヘリゴランド』を発表。それに伴い、フジロックフェスティバル2010の最終日(2010/8/1)にヘッドライナーとして来日。
2012年11月、ニール・デーヴィッジを作曲者として起用したXbox 360専用ソフト『Halo 4』がリリース。

## 政治と市民運動
環境活動と脱炭素化
音楽ツアーの環境負荷を削減するため、マンチェスター大学のティンダル気候変動研究センターと共同で、音楽業界の炭素排出量をマッピングする大規模な調査を実施。
2024年8月、ブリストルで開催された「ACT 1.5」フェスティバルでは、世界初の100%バッテリー駆動のイベントとして、再生可能エネルギーで会場を電力供給し、全ての食事を植物ベースで提供するなど、炭素排出量を大幅に削減。
2025年6月にはマンチェスターのCo-op Liveアリーナで開催されたコンサートで、会場全体で100%植物ベースの食事を提供し、環境への配慮。 
政治活動と人権擁護
2003年のイラク戦争に反対、トニー・ブレア政権の政策を批判、戦争反対の全頁広告を『NME』誌に掲載しました。
2008年にはロンドンのメルトダウン・フェスティバルをキュレーション、人権弁護士クライブ・スタッフォード・スミスとその団体「Reprieve」と協力、囚人の人権擁護に取り組む。
2014年にはレバノンのボルジュ・エル・バラジネ難民キャンプを訪れ、パレスチナの若者支援団体「Hoping」を支援するための3回の公演を行う。
2024年にはジョージア（グルジア）のティビリシでの公演を、政府による人権侵害に対する抗議としてキャンセル。
イスラエル・パレスチナ問題への対応
1999年以降、パレスチナ問題への非暴力的な圧力の一環として、イスラエルでの公演をボイコットしている。 彼らは「イスラエルの人々に対する攻撃ではなく、政府とその政策に対するもの」と述べている。
2020年には、ガザ地区への封鎖解除を求める公開書簡に署名し、2024年には「The Great Escape Festival」におけるバークレイズ銀行のスポンサーシップに抗議するため、出演を見合わせた。
2025年4月には、コーチェラ・フェスティバルでパレスチナ支持のメッセージを掲げたバンド「ニーキャップ」を支持する声明を発表、「ガザが物語であり、ジェノサイドが物語である」と述べた。
政治的見解
イギリスでは、2019年の総選挙で労働党党首ジェレミー・コービンを支持する書簡に署名、「台頭する極右ナショナリズム、外国人嫌悪、人種差別に対する希望の灯火」として彼を支持した。
2024年の総選挙では、グリーン党の共同党首カーラ・デニアーに対して支持と寄付を表明し、「ブリストルが気候行動とガザでのジェノサイド問題に明確に取り組む候補者を選ぶ機会」と述べた。

## ディスコグラフィ

### アルバム
| 発売日         | タイトル                                                    | 英チャート | 米チャート | 豪チャート |
| -------------- | ----------------------------------------------------------- | ---------- | ---------- | ---------- |
| 1991年6月1日   | ブルー・ラインズ - Blue Lines                               | #13        | -          | #69        |
| 1994年9月26日  | プロテクション - Protection                                 | #4         | -          | #15        |
| 1995年2月17日  | ノー・プロテクション - No Protection (リミックス・アルバム) | #10        | -          | #34        |
| 1998年4月20日  | メザニーン - Mezzanine                                      | #1         | #60        | #1         |
| 2003年2月10日  | 100th Window - 100th Window                                 | #1         | #69        | #4         |
| 2004年10月11日 | ダニー・ザ・ドッグ (サウンドトラック) - Danny the dog       | #70        | -          | -          |
| 2005年4月22日  | ブレット・ボーイ (サウンドトラック) - Bullet Boy            | -          | -          | -          |
| 2006年3月27日  | コレクテッド - Collected (ベスト・アルバム)                 | #2         | #198       | #19        |
| 2010年2月9日   | ヘリゴランド - Heligoland                                   | #6         | #46        | #8         |

## メンバー

### 現役メンバー
- ロバート・デル・ナジャ（英語版） (3Dという名称でも知られる。1988– ) は、創設メンバー・固定メンバーである。ボーカル、キーボード、ギター、プログラマー、アレンジャー、プロデューサー、ミキサー。

グラフィティ・アーティストと活動していた時の作品が、正体不明の芸術家バンクシーと似ていたなどの理由でバンクシーの正体という憶測が流れたが、本人らによって否定された。
- トリッキー(1988–1995、2016–present)
- Daddy G（英語版）

### 元メンバー
- Andrew Vowles

### ツアーメンバー
- Elizabeth Fraser – ボーカル (1998– )
- Deborah Miller – ボーカル、パーカッション (1990– )
- Horace Andy – ボーカル (1990– )
- Alex Lee – ギター (2019– )
- Winston Blissett – バスギター (1995– )
- Damon Reece – ドラム (2006– )
- Julien Brown – 電子ドラム (2009– )
- Euan Dickinson – キーボード、シンセサイザー, samples (2016– )

### 元ツアーメンバー
- Kwame Boaten – bass (1996-1999)
- Andrew Smalls – drums, electronic drums (1995-2008)
- Michael Timothy – keyboards, synthesizers, samples (1998)
- Hazel Fernandez – vocals (2004)
- Yolanda Quartey – vocals (2004)
- Azekel – vocals (2016)
- Dot Allison – vocals, guitar (2003)
- Arden Hart – keyboards (2003, 2006)
- Lucy Wilkins – violin, keyboards (2003)
- John Baggott - keyboards, synthesizers, samples (2008-2010)
- Angelo Bruschini – guitars (1995–2023（肺癌での死去による脱退[4]）)